# I Need U
I Need U è un brano musicale del gruppo sudcoreano BTS, pubblicato il 29 aprile 2015 come seconda traccia del terzo EP The Most Beautiful Moment in Life, Pt. 1 e utilizzato per la promozione del disco. Due remix, I Need U (Urban Mix) e I Need U (Remix) sono stati inclusi nella raccolta del 2016 The Most Beautiful Moment in Life: Young Forever. Una versione giapponese è uscita come singolo l'8 dicembre 2015 sotto l'etichetta discografica Pony Canyon.

## Descrizione
I Need U è scritta in fa minore e ha un tempo di 158 battiti per minuto, così come la versione giapponese e I Need U (Remix). I Need U (Urban Mix) ha invece un tempo di 74 battiti per minuto.
Parlando della sua realizzazione, Pdogg ha raccontato: "Dopo che il primo album [dei BTS] con la canzone Danger non era andato bene come ci aspettavamo, ero molto preoccupato per il tipo di musica che avremmo dovuto produrre dopo, e la mia fiducia era molto bassa. Volevo lasciar perdere, ma Bang Si-hyuk mi ha aspettato. È in quel momento che è nata la canzone I Need U". Bang ha presentato al team autoriale diverse opere d'arte e film che contenessero le emozioni da esprimere, componendo le melodie insieme ai membri dei BTS e a Brother Su. Il pezzo è stato riscritto più volte, utilizzando quattro beat diversi, prima di arrivare alla versione definitiva.
Musicalmente utilizza sintetizzatori "fischianti", hi-hat "riverberanti" e riff ispirati all'R&B che creano "un senso di sconforto melodico", segnando la transizione del gruppo verso pezzi più melodici e meno hip hop. Tematicamente è una ballata sulla perdita e la disperazione che parla di una relazione già conclusa ma che non si riesce a lasciar andare, con il ritornello che recita: "Ho bisogno di te, ragazza / Perché sono l'unico a essere innamorato, perché sono l'unico a soffrire? / Ho bisogno di te, ragazza / Perché continuo ad aver bisogno di te anche se so che farà male?".

## Video musicale
Il video musicale è stato caricato su YouTube il 29 aprile 2015. Ha raccolto un milione di visualizzazioni in 16 ore, all'epoca un record di velocità per il gruppo, mentre il 20 novembre 2017 ha superato i 100 milioni, divenendo il decimo video dei BTS a raggiungere tale risultato.
Tematicamente ha inaugurato il BTS Universe, la storia di formazione narrata in diversi media creati dal gruppo, dagli album ai filmati (come il videoclip di Run e il cortometraggio The Most Beautiful Moment in Life on stage: prologue), dai romanzi ai post di Twitter. Nel video musicale, girato tra Goyang e Gunpo, i BTS rappresentano i lati oscuri della gioventù, interpretando personaggi con diversi problemi sociali: Jin appare addolorato; Suga mostra segni di angoscia, seduto da solo in una stanza d'albergo con un accendino come se volesse appiccare un incendio; J-Hope ingerisce delle pillole, di farmaci o sostanze stupefacenti; Rap Monster lavora da un benzinaio per far fronte alla povertà; Jimin suggerisce istinti suicidi piangendo immerso in una vasca da bagno; V assiste a scene di violenza domestica; Jungkook viene aggredito per strada, restando apparentemente coinvolto in un incidente automobilistico. Mentre da soli soffrono di depressione, nelle scene in cui sono insieme sorridono; i due diversi tipi di atmosfera si riflettono nella palette dei colori, più scura e monotona o più colorata a seconda dei casi. Il video si conclude con i ragazzi che dormono attorno a un falò morente. È apparentemente ispirato al romanzo The Owl Service di Alan Garner.
La clip uscita il 29 aprile è censurata per adattarsi ad un pubblico almeno quindicenne. Il 10 maggio 2015 è stata caricata la versione non modificata, inadatta ai minori di 19 anni, contenente due minuti aggiuntivi di scene estese e tematiche più oscure. Il 15 marzo 2021 ha raggiunto 100 milioni di visualizzazioni.
Entrambi i video sono stati prodotti e diretti dallo studio Lumpens.

## Esibizioni dal vivo
La coreografia di I Need U è stata ideata da Son Seong-deuk tenendo in considerazione l'atmosfera maggiormente lirica del pezzo rispetto ai suoi predecessori, più forti e oscuri. La sequenza iniziale vede i membri del gruppo sdraiati a terra a simboleggiare dei petali caduti, richiamando i fiori utilizzati nel concept complessivo dell'EP; i movimenti e le espressioni facciali esprimono invece il testo della canzone.
I BTS hanno eseguito I Need U a diversi programmi musicali sudcoreani, iniziando il 30 aprile 2015 da M Countdown, proseguendo sulle reti KBS, SBS, MBC e Arirang TV, e concludendo il 31 maggio seguente a Inkigayo. La canzone ha fruttato al gruppo il suo primo trofeo di un programma musicale, quello di The Show del 5 maggio, e se ne è aggiudicata cinque in totale.
Oltre che in televisione, la canzone è stata portata sui palchi di alcuni dei principali concerti e festival K-pop della Corea del Sud, tra cui il Dream Concert 2015, l'Open Concert, l'Asia Song Festival a Pusan e il Super Seoul Concert 2015 allo Sky Dome. Una versione speciale remixata è stata presentata per la prima e unica volta ai Melon Music Award del 7 novembre 2015.
All'estero, il brano è stato eseguito al diciassettesimo Korea & China Song Festival a Pechino e al Kpop Concert Live a Yangon, tenutosi per il quarantesimo anniversario dei rapporti diplomatici tra Corea e Birmania. È inoltre figurato nella scaletta di alcuni tour del gruppo.

## Accoglienza
Billboard ha inserito I Need U tra le cento canzoni che hanno definito gli anni 2010, descrivendola come "più che una canzone, una rivoluzione – che ha gettato le basi per il futuro del gruppo, e la sua ascesa a superstar internazionali", oltre che all'80º posto nella lista delle cento canzoni K-pop migliori del decennio. Rolling Stone India l'ha scelta come quarto pezzo più bello pubblicato dai BTS nei primi sette anni della loro carriera, definendola "una pietra miliare monumentale".
Il 18 marzo 2022, Rolling Stone l'ha inserita in posizione 9 nella lista delle 100 canzoni migliori del gruppo, scrivendo che "suona potente adesso perché è la canzone dove i BTS hanno risolto il codice, marchiato il loro sound, fatto un colpaccio a casa, e dato a tutti noi il benvenuto nel Bangtan Universe". È apparsa anche in posizione 52 nella lista delle 100 migliori canzoni pop coreane stilata dalla medesima rivista nel 2023.

## Singolo giapponese
La versione giapponese di I Need U è stata pubblicata in formato singolo l'8 dicembre 2015 e commercializzata in quattro versioni: regolare (solo CD), limitata (contenente un DVD con il dietro le quinte del servizio fotografico per il libretto), limitata Loppi&HMV (contenente un DVD con il dietro le quinte del video musicale e una galleria di foto esclusive) e versione BTS Shop (con delle cartoline natalizie in edizione speciale). La traccia Boyz with Fun è presente solo nelle edizioni regolare e BTS Shop del singolo.
Il video musicale è stato caricato su YouTube il 1º dicembre 2015 ed è stato diretto da Ko Yoo-jung dello studio Lumpens.
Per commemorare l'uscita del singolo, è stato organizzato un negozio a tempo in collaborazione con il centro commerciale Shibuya Marui, che è rimasto aperto dal 28 novembre al 20 dicembre 2015 e ha venduto merchandising limitato ispirato a I Need U. Il 30, il 31 gennaio e il 7 febbraio si sono tenuti invece degli incontri con i fan.
Il singolo ha venduto oltre 43 000 copie nelle ventiquattr'ore dopo l'uscita, e in seguito è stato certificato disco d'Oro dalla RIAJ.

### Tracce
1. I Need U (versione giapponese) – 3:32 (Pdogg, Hitman Bang, Rap Monster, Suga, J-Hope, Brother Su)
2. Dope (versione giapponese, 超ヤベー (Chō yabē?)) – 4:01 (Pdogg, Ear Attaack, Hitman Bang, Rap Monster, Suga, J-Hope)
3. Boyz with Fun (versione giapponese, フンタン少年団 (Funtan shōnen-dan?)) – 4:05 (Suga, Pdogg, Hitman Bang, Rap Monster, J-Hope, Jin, Park Ji-min, V)

## Formazione
- Jin – voce
- Suga – rap, scrittura
- J-Hope – rap, scrittura
- Rap Monster – rap, scrittura
- Park Ji-min – voce
- V – voce
- Jeon Jung-kook – voce, ritornello (versione originale)

### Produzione
Versione originale
- "Hitman" Bang – scrittura
- Brother Su – scrittura
- Pdogg – scrittura, arrangiamento rap, registrazione, produzione, tastiera, sintetizzatore, arrangiamento voci
- James F. Reynolds – missaggio

Urban Mix
- Boradori – remix, tastiera
- Kim Sung-min – chitarra
- Slow Rabbit – sintetizzatore, remix
- Yang Ga – missaggio

Remix
- Kim Bo-sung – missaggio
- Pdogg – programmazione aggiuntiva
- Shaun – remix, tastiera, sintetizzatore

Versione in giapponese
- Alex DeYoung – mastering
- Bob Horn – missaggio (traccia 3)
- Jungkook – ritornelli
- Pdogg – produzione, tastiera, sintetizzatore (tracce 1 e 2), arrangiamento voci e rap, registrazione
- James F. Reynolds – missaggio (tracce 1-2)
- Slow Rabbit – registrazione, arrangiamento voci (traccia 3)
- Suga – tastiera (traccia 3), sintetizzatore (traccia 3), arrangiamento voci e rap (traccia 3)
- V – ritornello (traccia 2)

Demo
- Brother Su – scrittura
- J-Hope – scrittura, registrazione
- Jungkook – scrittura, arrangiamento voci e rap, registrazione
- Pdogg – produzione, scrittura, tastiera, sintetizzatore, missaggio
- RM – scrittura, controcanto, arrangiamento voci e rap, registrazione
- Suga – scrittura, arrangiamento voci e rap, registrazione

## Successo commerciale
Subito dopo l'uscita, I Need U è diventata un argomento di tendenza sui motori di ricerca coreani e si è classificata prima in diverse classifiche musicali in tempo reale, incluse quelle di Soribada, Genie e Daum Music, oltre che nelle top 10 di quelle di Melon, Bugs e Naver Music. Ha esordito alla quinta posizione della Circle Chart settimanale con 93.790 unità digitali vendute durante la prima settimana. I Need U è apparsa anche alla posizione numero 4 della Billboard World Digital Songs Chart, che segnala i brani che hanno venduto il maggior numero di singoli digitali negli Stati Uniti. Su quest'ultima classifica ha raggiunto un nuovo picco durante la settimana del 27 marzo 2021, figurando al 3º posto.

## Classifiche

### Versione coreana
| Classifica (2015-2017)             | Posizione massima |
| ---------------------------------- | ----------------- |
| Corea del Sud (versione originale) | 5                 |
| Corea del Sud (Remix)              | 122               |
| Corea del Sud (Urban Mix)          | 97                |
| Filippine                          | 19                |

### Versione giapponese
Classifiche settimanali
| Classifica (2015) | Posizione massima |
| ----------------- | ----------------- |
| Giappone          | 3                 |

Classifiche di fine anno
| Classifica (2015) | Posizione massima |
| ----------------- | ----------------- |
| Giappone          | 67                |

## Riconoscimenti
- Melon Music Award
  - 2015 – Miglior danza maschile[62]

### Premi dei programmi musicali
- M Countdown
  - 7 maggio 2015[63]
- Music Bank
  - 8 maggio 2015[64]
- Show Champion
  - 13 maggio 2015[65]
- The Show
  - 5 maggio 2015[65]
  - 12 maggio 2015[66]

## Cover
Il 16 febbraio 2024 gli Enhypen hanno pubblicato un rifacimento acustico con ritmi afrobeat per la serie Spotify Singles di Spotify.
1. I Need U – 3:01 (Pdogg, Hitman Bang, Rap Monster, Brother Su)